# Херндон (Канзас)
Херндон (енгл. Herndon) град је у америчкој савезној држави Канзас.

## Демографија
По попису из 2010. године број становника је 129, што је 20 (-13,4%) становника мање него 2000. године.
| Група             | 2000.       | 2010.       |
| Белци             | 148 (99,3%) | 120 (93,0%) |
| Афроамериканци    | 0 (0,0%)    | 3 (2,3%)    |
| Азијати           | 0 (0,0%)    | 0 (0,0%)    |
| Хиспаноамериканци | 0 (0,0%)    | 2 (1,6%)    |
| Укупно            | 149         | 129         |